# Aken (arrondissement)
Aken (franska: Arrondissement d’Aquin, Aquin) är ett arrondissement i Haiti.   Det ligger i departementet Sud, i den sydvästra delen av landet, 110 km väster om huvudstaden Port-au-Prince.